# Hüseyin Kala
Hüseyin Kala (Antakya, 15 maggio 1987) è un ex calciatore turco, di ruolo centrocampista.